# Kampfgeschwader 3
O Kampfgeschwader 3 Blitz foi uma unidade aérea da Luftwaffe que atuou durante a Segunda Guerra Mundial.

## Geschwaderkommodoren
| Comandante                              | Data                                    |
| --------------------------------------- | --------------------------------------- |
| Oberst Wolfgang von Chamier-Glisczinski | 1 de Maio de 1939 - Setembro de 1941    |
| Oberst Heinrich Conrady                 | Setembro de 1941 - Novembro de 1942     |
| Oberst Erich Rathmann interino          | 1942                                    |
| Major Jobst-Hinrich von Heydebreck      | Novembro de 1942 - 3 de Janeiro de 1943 |
| Obstlt Walter Lehwess-Litzmann          | Janeiro de 1943 - 7 de Setembro de 1943 |
| Major Fritz Auffhammer                  | 23 de Setembro de 1943 - Julho de 1944  |

## Stab
Foi formado no dia 1 de Maio de 1939 em Heiligenbeil a partir do Stab/Kampfgeschwader 153. Existiu um Stabs-Staffel entre Abril de 1940 e Agosto de 1944.
Foi dispensado em Julho de 1944.

## I. Gruppe

### Gruppenkommandeure
| Obstlt Rudolf Gabelmann          | 1 de Março de 1940 - 23 de Julho de 1940     |
| Maj Wilhelm-Georg von Kunowski   | 23 de Julho de 1940 - 5 de Agosto de 1940    |
| Obstlt Carl Freiherr von Wechmar | 5 de Agosto de 1940 - 1941                   |
| Maj Heinze                       | 1941 - 12 de Julho de 1941                   |
| Hptm Hans Bader                  | 12 de Julho de 1941 - Outubro de 1941        |
| Hptm Ernst Nitsche interino      | Outubro de 1941                              |
| Obstlt Fridtjof Pasquay          | Outubro de 1941 - 25 de Novembro de 1941     |
| Hptm Heinz Laube                 | Dezembro de 1941 - Novembro de 1942          |
| Maj Joachim Jödicke              | 14 de Novembro de 1942 - 15 de Abril de 1944 |
| Obstlt Bernhard von Dobschütz    | 15 de Abril de 1944 - Julho de 1944          |

Foi formado no dia 1 de Março de 1940 em Burg-Magdeburg com:
- Stab I./KG3 novo
- 1./KG3 novo
- 2./KG3 novo
- 3./KG3 novo

Foi dispensado no mês de Julho de1944.

## II. Gruppe

### Gruppenkommandeure
| Oberst Viktor Seebauer | 1 de Maio de 1939 - 1 de Julho de 1939        |
| Obstlt Erich Munske    | 1 de Julho de 1939 - 1 de Abril de 1940       |
| Obstlt Albrecht Jahn   | 1 de Abril de 1940 - 16 de Maio de 1940       |
| Hptm Otto Pilger       | 16 de Maio de 1940 - 7 de Janeiro de 1941     |
| Hptm Johannes Hübner   | 7 de Janeiro de 1941 - 1941                   |
| Hptm Kurt Peters       | 1941 - 21 de Dezembro de 1941                 |
| Maj Waldemar Krüger    | Dezembro de 1941 - 22 de Maio de 1942         |
| Maj Günther Dörffel    | Maio de 1942 - 29 de Outubro de 1942          |
| Maj Jürgen de Lalande  | 29 de Outubro de 1943 - 20 de Outubro de 1943 |
| Hptm Willi Müller      | 20 de Outubro de 1943 - Julho de 1944         |

Foi formado no dia 1 de Maio de 1939 em Heiligenbeil a partir do II./Kampfgeschwader 153 com:
- Stab II./KG3 a partir do Stab II./KG153
- 4./KG3 a partir do 4./KG153
- 5./KG3 a partir do 5./KG153
- 6./KG3 a partir do 6./KG153

Foi dispensado no mês de Julho de1944.

## III. Gruppe

### Gruppenkommandeure
| Obstlt Hans Grund              | 1 de Maio de 1939 - 1 de Julho de 1939         |
| Obstlt Karl Neuhüttler         | 1 de Julho de 1939 - 2 de Março de 1940        |
| berst Albrecht Jahn            | 2 de Março de 1940 - 1 de Abril de 1940        |
| Maj Wilhelm-Georg von Kunowski | 1 de Abril de 1940 - 21 de Maio de 1940        |
| Hptm Erich Rathmann            | 21 de Maio de 1940 - Setembo de 1941           |
| Maj Wladimir Graowaes          | Setembro de 1941 - 7 de Dezembro de 1941       |
| Hptm Ernst-Wilhelm Ihrig       | 7 de Dezembro de 1941 - 30 de Novembro de 1942 |
| Hptm Siegfried Jungklaus       | Dezembro de 1942 - 22 de Abril de 1943         |
| Maj Horst Bengsch              | 18 de Maio de 1943 - Fevereiro de 1944         |
| Hptm Martin Vetter             | Fevereiro de 1944 - Setembro de 1944           |

Foi formado no dia 1 de Maio de 1939 em Heiligenbeil a partir do III./Kampfgeschwader 153 com:
- Stab III./KG3 a partir do Stab III./KG153
- 7./KG3 a partir do 7./KG153
- 8./KG3 a partir do 8./KG153
- 9./KG3 a partir do 9./KG153

No mês de Fevereiro de 1944 foi redesignado I./NJG 7:
- Stab III./KG3 se tornou Stab I./NJG7
- 7./KG3 se tornou 1./NJG7
- 8./KG3 se tornou 2./NJG7
- 9./KG3 se tornou 3./NJG7

Foi reformado no mês de Fevereiro de 1944 na Alemanha a partir do II./Kampfgeschwader 51 com:
- Stab III./KG3 a partir do Stab II./KG51
- 7./KG3 a partir do 4./KG51
- 8./KG3 a partir do 5./KG51
- 9./KG3 a partir do 6./KG51

Foi utilizado para lançar as bombas voadoras V-1. No dia 9 de Setembro de 1944 foi redesignado I./Kampfgeschwader 53:
- Stab III./KG3 se tornou Stab I./KG53
- 7./KG3 se tornou 1./KG53
- 8./KG3 se tornou 2./KG53
- 9./KG3 se tornou 3./KG53

## IV. Gruppe

### Gruppenkommandeure
| Maj Wilhelm von Kunowski | Agosto de 1940 - Setembro de 1940              |
| Olt Hans Claussen        | Setembro de 1940 - Abril de 1941               |
| Hptm Waldemar Krüger     | Abril de 1941 - 30 de Setembro de 1941         |
| Maj Erich Rathmann       | 1 de Outubro de 1941 - 14 de Setembro de 1942  |
| Maj Jürgen de Lalande    | 15 de Setembro de 1942 - 24 de Outubro de 1942 |
| Maj Paul Breu            | 25 de Outubro de 1942 - 31 de Maio de 1944     |
| Maj Joachim Jödicke      | 1 de Julho de 1944 - 18 de Agosto de 1944      |

Foi formado no mês de Agosto de 1940 em Le Culot como sendo o Erg.Staffel/KG3. No mês de Abril de 1941 foi expandido para o IV.(Erg.)/KG3:
- Stab IV./KG3 novo
- 10./KG3 a partir do Erg.Sta./KG3
- 11./KG3 novo
- 12./KG3 novo

O 13./KG3 foi provavelmente formado no mês de Setembro de 1943 em Heiligenbeil, mas foi dispensado no mesmo ano.
O IV./KG3 foi dispensado no dia 18 de Agosto de 1944.

## 10. (kroat.)/KG3
Foi formado no mês de Agosto de 1941 em Greifswald.
No mês de Julho de 1942 foi redesignado como o 15. (kroat.)/KG53.

## 14.(Eis)/KG3
Foi formado no dia 1 de Fevereiro de 1944 em Orscha a partir do 9./Kampfgeschwader 1 a de partes do 6./KG3. Acabou sendo dispensado em Outubro de 1944.